# Else von Richthofen

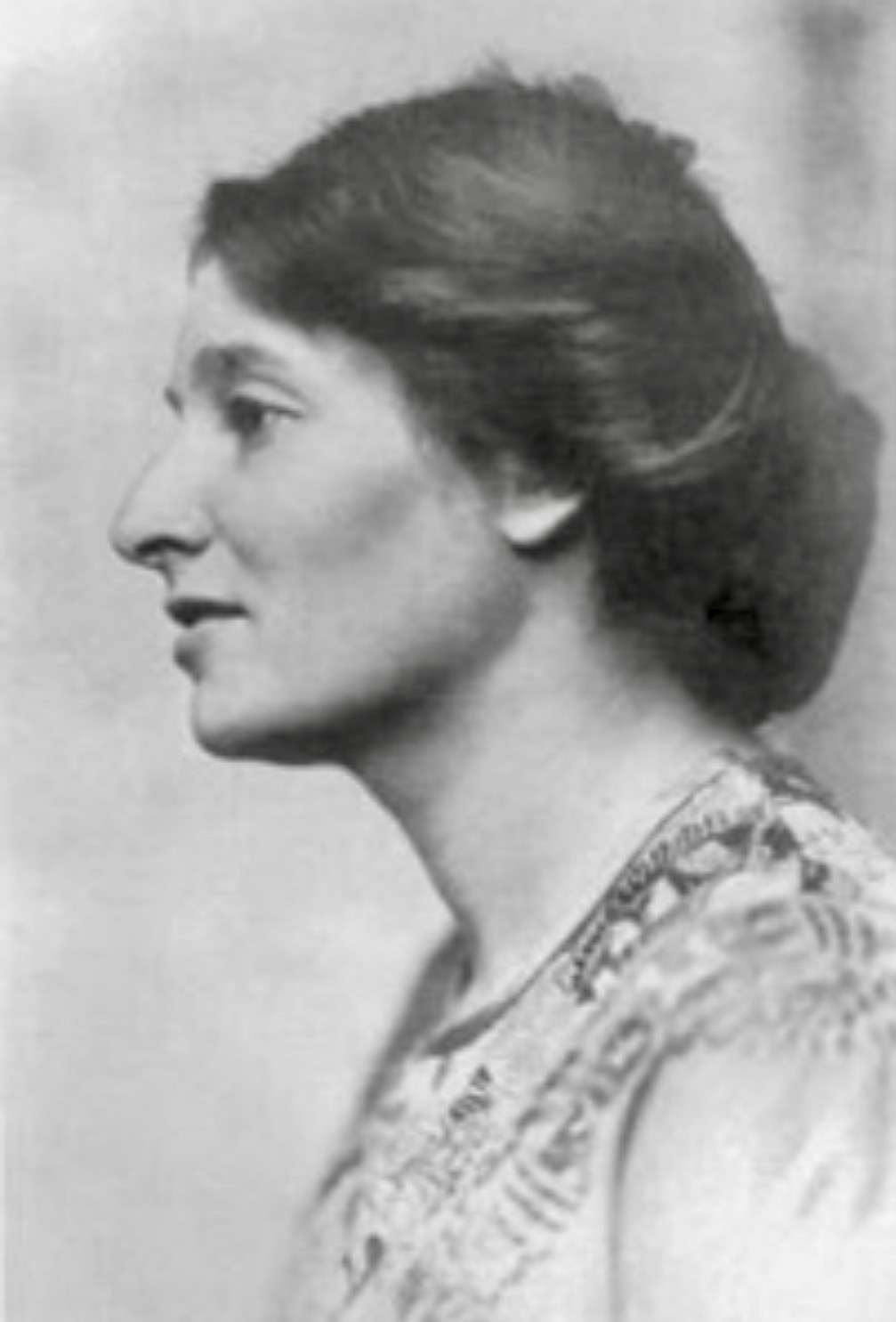
Else von Richthofen um 1920

Elisabeth Frieda Amélie Sophie Freiin von Richthofen (* 8. Oktober 1874 in Château-Salins; † 22. Dezember 1973 in Heidelberg) war eine deutsche Gewerbeinspektorin und Sozialwissenschaftlerin. Sie ist bekannt als eine der ersten Sozialwissenschaftlerinnen in Deutschland.

## Leben

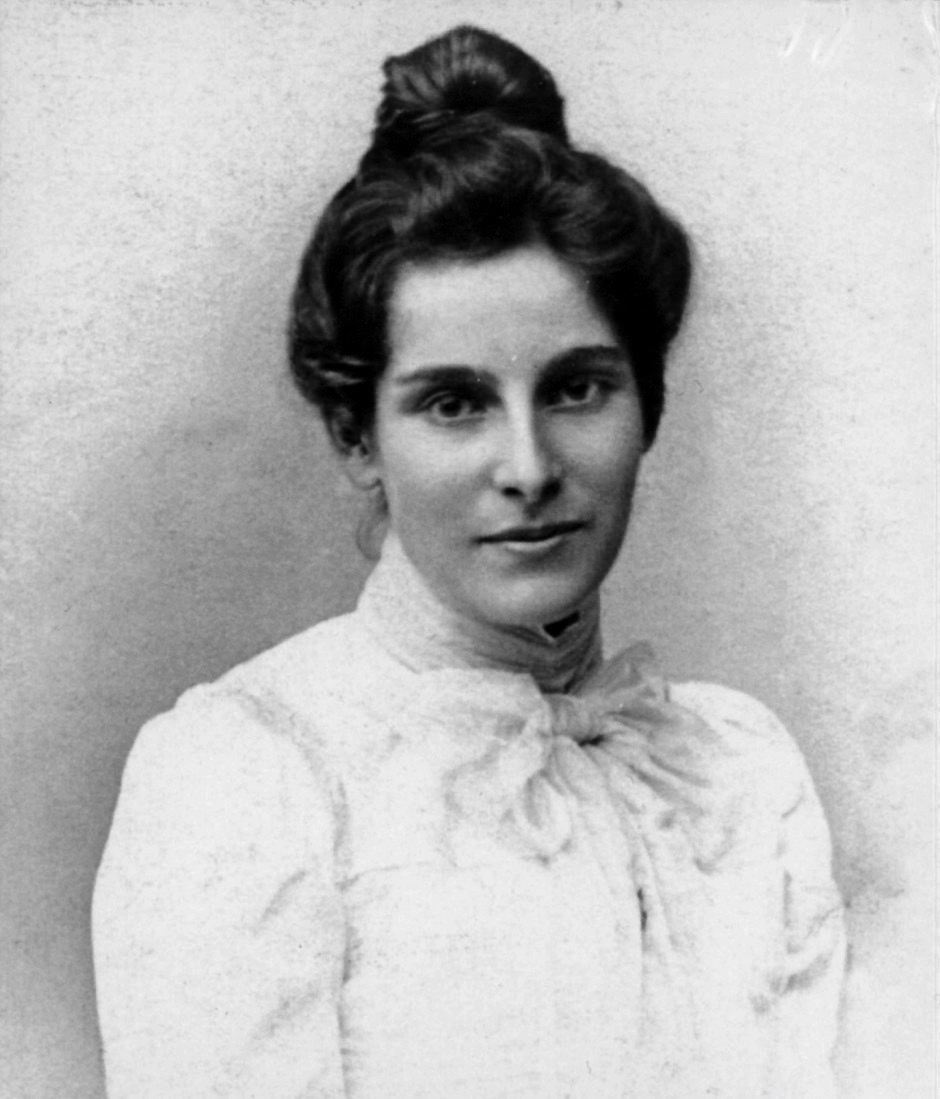
1902: Elisabeth von Richthofen

Else von Richthofen war die älteste von drei Töchtern des Freiherrn Friedrich Ernst Emil Ludwig Praetorius von Richthofen (1844–1915), eines Ingenieurs und Bauinspektors in der Kaiserlichen Armee, und seiner Ehefrau Anna Elise Lydia Marquier (1851–1930). Der Vater entstammte der Heinsdorfer Linie der Familie Richthofen. Die adelige Familie war nicht sonderlich begütert: „Die Eskapaden des Vaters haben die Familie auch noch um den letzten Rest gebracht. Friedrich von Richthofen spielt und ist ständig in Frauengeschichten verstrickt, 1886 mit absehbar hohen Folgekosten: eine seiner Geliebten, Selma, ist schwanger geworden, für den außerehelichen Richthofen-Sohn wurden Alimente fällig“.
Else erhielt die damals übliche Schulbildung für Mädchen ihres Standes. Sie wurde zuerst ab ca. 1881 von französischen Nonnen in Metz unterrichtet und besuchte von September 1889 an in Littenweiler bei Freiburg das Mädchenpensionat der Schwestern Blaß. Anschließend absolvierte sie in Trier das Lehrerinnenexamen. Nach kurzer Tätigkeit als Lehrerin in Metz und später in Freiburg nahm sie als Gasthörerin ab Herbst 1895 an Lehrveranstaltungen der Universität Freiburg teil. Der Grund war, dass sich kurz vorher die Bestimmungen für die Lehrerinnenausbildung etwas gelockert hatten und die Möglichkeit eingeräumt wurde, sich durch eine Zusatzprüfung zu qualifizieren. Als Max Weber, bei dem sie Vorlesungen hörte, 1897 an die Universität Heidelberg ging, folgte Else von Richthofen ihm und besuchte nun von 1897 bis 1898 als „Hörerin“ in Heidelberg die Lehrveranstaltungen. Ihr Studium setzte sie ab Herbst 1898 in Berlin, immer noch als bloße „Hörerin“, fort.
Else von Richthofen kam mit vielen bedeutenden Frauen der Frauenbewegung in Kontakt. Dazu zählten Alice Salomon, Helene Simon und Helene Lange. 1900 promovierte sie bei Max Weber in Wirtschaftswissenschaften mit der Dissertation Über die historischen Wandlungen in der Stellung der autoritären Parteien zur Arbeiterschutzgesetzgebung und die Motive dieser Wandlungen und begann 1900, in Karlsruhe als badische Fabrikinspektorin zu arbeiten.
Über die Aufgabenschwerpunkte der Gewerbeinspektorin berichtete ihre Freundin Alice Salomon: „Außer den Betrieben mit ausschließlicher Verwendung von Arbeiterinnen, z. B. den seither nicht besichtigten Konfektionsgeschäften im weitesten Sinne, ist ihr noch die Überwachung der Cigarrenfabriken und die Besorgung schriftlicher Arbeiten, insbesondere der auf die Prüfung der Arbeitsordnungen bezüglich Korrespondenzen übertragen worden […] In der letzten Zeit hat sie auch die männlichen Beamten durch ihr verständiges Eingreifen wesentlich unterstützt, dass sie in den betreffenden Industrien auch die unvollkommenen organisierten Arbeiterinnen in den Verkehr hereinzog“.
1902 heiratete Else von Richthofen Edgar Jaffé, der als Nationalökonom und Politiker bekannt wurde. Jaffé erwarb später das Archiv für Sozialwissenschaften und Sozialpolitik, dessen Herausgeber, neben ihm, Werner Sombart und Max Weber wurden. Während ihrer Ehe gebar Else Jaffé vier Kinder: Friedrich „Friedel“ (1903–1995), der sich nach der Emigration in die USA Friedel Jeffrey nannte, Marianne (1905–1991), Peter (1907–1915) und Hans (1909–1977). Edgar Jaffé starb am 29. April 1921 in einer Münchner Heilanstalt, er hatte sich von der Ermordung Kurt Eisners und dem Rücktritt des Kabinetts, in dem er als Finanzminister Verantwortung trug, nie mehr richtig erholt.
In Else Jaffés Bekanntenkreis bewegten sich zahlreiche Intellektuelle und Schriftsteller, beispielsweise die Soziologen und Nationalökonomen Max und Alfred Weber, Otto Gross, ein früher Anhänger Sigmund Freuds, und die Schriftstellerin Fanny Reventlow. Mit dem rauschgiftsüchtigen Otto Gross hatte sie eine Affäre, aus der ihr drittes Kind Peter (1907–1915) hervorging. In der Beziehung zu Otto Gross war Else Jaffés größte Rivalin nicht die Frau von Otto Gross, „sondern ihre eigene Schwester Frieda … Mit ihr kam es zu dramatischen Eifersuchtsszenen“. Vom Winter 1909/1910 an hatte sie eine Beziehung mit Alfred Weber. 1911 trennte sie sich von Edgar Jaffé und zog in die Nähe von München. Nach Jaffés Tod zog sie 1925 nach Heidelberg, wo sie seit 1931 im Haus Bachstraße 24 mit Alfred Weber bis zu dessen Tod 1958 zusammenlebte.
Ab 1924 engagierte sie sich für das reformpädagogische Landerziehungsheim Schule am Meer auf der Nordseeinsel Juist, wo sie zusammen mit Schulgründer Martin Luserke, Paul Reiner, Rudolf Aeschlimann, Alfred Hess und Fritz Hafner das Kuratorium der Stiftung Schule am Meer bildete.
Mit Max Weber und dessen Frau Marianne verband sie seit 1895 eine enge Freundschaft, die nur zwischen 1910 und 1915 wegen ihrer Beziehung zu Alfred getrübt war. Max Weber war Pate des Sohnes Peter, dessen Patin die Schauspielerin Claere Schmid war. Als Max Weber in den letzten Jahren seines Lebens in München lehrte, hatte sie auch mit ihm seit Herbst 1918 eine intime Liebesbeziehung. Else Jaffé verlor über fünf Jahrzehnte kein einziges Wort über ihre Liebesbeziehung zu Max Weber, um dessen Frau und ihre Freundin auch über den Tod hinaus nicht zu verraten. Als Max Weber schwer erkrankte, er starb am 14. Juni 1920, pflegten ihn seine Frau und seine Geliebte gemeinsam. Die Freundschaft zwischen Else und Marianne Weber blieb bis zu Marianne Webers Tod im Jahr 1954 bestehen.

## Werke (Auswahl)
- Das Wahlrecht der Arbeiterinnen zu den Gewerbegerichten, in: Die Frau, 1907, H. 10
- Die Frau in der Gewerbe-Inspektion, in: Schriften des Ständigen Ausschusses für Arbeiterinteressen, 1910, H. 3